# Йеллен, Джанет
Джанет Луиз Йе́ллен (англ. Janet Yellen; род. 13 августа 1946, Бруклин, Нью-Йорк) — американский экономист, министр финансов США (2021—2025). Ранее — глава Федеральной резервной системы США с 2014 по 2018 год (первая женщина на этом посту). Занимала пост заместителя председателя Совета управляющих Федеральной резервной системой в 2010—2014 годах. Почётный член Британской академии (2016).

## Биография
Джанет Йеллен родилась в еврейской семье. Мать — Анна Рут Йеллен (девичья фамилия Блюменталь, 1907—1986); отец, Джулиус Йеллен (1906—1975), работал врачом общей практики. Джанет окончила среднюю школу форта Гамильтон в Бруклине.
Бакалавр Университета Брауна (1967, с отличием); доктор философии Йельского университета (1971).
Преподавала в Гарварде (1971—1976), в Лондонской школе экономики (1978—1980) и Школе бизнеса Хааса (Калифорнийский университет; с 1980 года).
Возглавляла Совет экономических консультантов при Президенте США (1997—1999). Президент Федерального резервного банка Сан-Франциско (2004—2010). С 2009 года член Комитета по открытым рынкам ФРС США с правом голоса. С 4 октября 2010 года — заместитель председателя Совета управляющих Федеральной резервной системой США.
9 октября 2013 года Йеллен выдвинута кандидатом на пост главы ФРС президентом США Бараком Обамой. На этой должности она должна была сменить Бена Бернанке, полномочия которого заканчивались 31 января 2014 года. Для утверждения кандидатуры требуется одобрение 60 членов Сената США из 100.
6 января 2014 года Сенат США утвердил её на должность главы ФРС США (56 сенаторов проголосовали за кандидатуру Йеллен, а 26 высказались против).
В ноябре 2015 года вошла в десятку самых влиятельных людей мира в рейтинге журнала «Forbes».
После окончания работы в ФРС США Йеллен в феврале 2018 года перешла на работу в Центр налогово-бюджетной и денежно-кредитной политики им. Хатчинза (англ. Hutchins Center on Fiscal and Monetary Policy) при исследовательском Брукингском институте (Вашингтон). В том же Центре трудятся её бывшие коллеги из ФРС: Бен Бернанке, Дональд Кон и Нелли Лян.
Йеллен будет участвовать в программе исследований Брукингского института, посвящённой текущим и возникающим экономическим проблемам, стоящим перед США и миром. До работы в ФРС США исследовательские интересы Йеллен в Калифорнийском университете в Беркли включали глобальную торговлю, неравенство, рынок труда и заработную плату.
В январе 2021 года Сенат Конгресса США большинством голосов утвердил Джанет Йеллен министром финансов по предложению президента Джо Байдена. За неё проголосовали 84 человека, против выступили 15. Йеллен стала первой женщиной на посту главы Минфина США.

## Критика
Согласно поданной налоговой отчётности, в 2019 и 2020 годах Джанет Йеллен получила около 810 000 долларов США в качестве гонорара от американского хедж-фонда Citadel, который стал одним из объектов расследования по манипуляции акциями компаний GameStop, AMC и других.

## Семья
Муж — Джордж Акерлоф, американский экономист, лауреат Нобелевской премии по экономике (2001). Сын — Роберт Акерлоф, доцент Уорикского университета.

## Взгляды
- «Она выступала за решительные действия Федрезерва, в тот момент, когда в Вашингтоне рассматривали стимулирование как ругательство».